# Obywatelstwo polskie

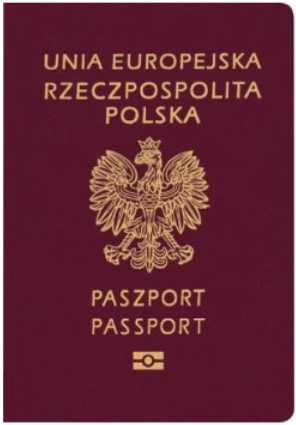
Paszport Rzeczypospolitej Polskiej

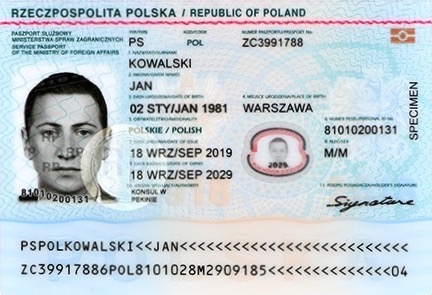
Aktualny wzór paszportu Rzeczypospolitej Polskiej (od 2018)

Obywatelstwo polskie – więź prawna między osobą fizyczną a Polską. W myśl prawa polskiego obywatelami są osoby, które posiadają obywatelstwo polskie. Będąc obywatelem polskim i równocześnie obywatelem innego państwa, nie można powoływać się ze skutkiem prawnym przed polskimi organami władzy państwowej na to inne obywatelstwo i na wynikające z niego prawa i obowiązki. Obywatel polski posiadający równocześnie obywatelstwo innego państwa ma wobec państwa polskiego takie same prawa i obowiązki jak osoba posiadająca wyłącznie obywatelstwo polskie. Wejście w związek małżeński z obywatelem innego kraju nie powoduje automatycznie zmiany obywatelstwa współmałżonka.

## Zasady obywatelstwa polskiego
Z głównych aktów prawnych, regulujących kwestię obywatelstwa w Polsce, można wyprowadzić szereg ogólnych zasad dotyczących tej kwestii na gruncie prawnym. Na mocy art. 34 Konstytucji można stwierdzić, iż:
- podstawową formą uzyskania obywatelstwa w Polsce jest prawo krwi (zasadę prawa ziemi stosuje się pomocniczo);
- kwestie dotyczące obywatelstwa należą do materii ustawowej (art. 34 Konstytucji mówi, iż „inne przypadki nabycia obywatelstwa polskiego określa ustawa”);
- obywatel polski nie może utracić obywatelstwa inaczej, niż przez jego zrzeczenie się.

Z Ustawy o obywatelstwie polskim (Dz.U. z 2022 r. poz. 465) wynikają 3 główne zasady:
- zasada ciągłości obywatelstwa polskiego;

W dniu wejścia w życie niniejszej ustawy obywatelami polskimi są osoby, które posiadają obywatelstwo polskie na podstawie dotychczasowych przepisów.

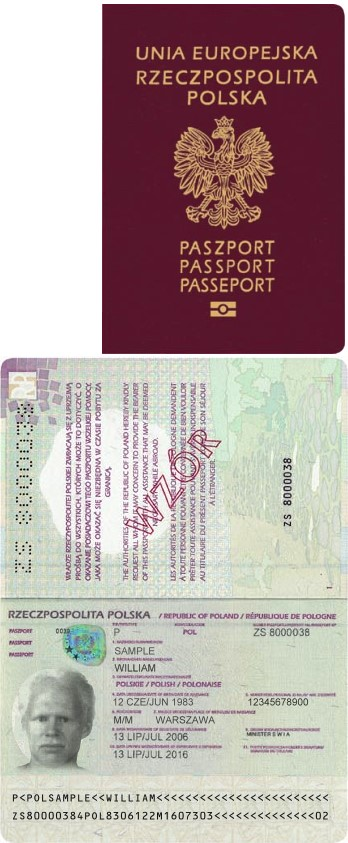
Wzór paszportu Rzeczypospolitej Polskiej (2006-2018)

Oznacza to, że osoby, które uzyskały obywatelstwo polskie na podstawie wcześniej obowiązujących przepisów nie tracą go, nawet w przypadku wprowadzenia w nowej ustawie odmiennych uregulowań prawnych od tych, na których podstawie osoby te uzyskały obywatelstwo;
- zasada braku wyłączności obywatelstwa polskiego;

1. Obywatel polski posiadający równocześnie obywatelstwo innego państwa ma wobec Rzeczypospolitej Polskiej takie same prawa i obowiązki jak osoba posiadająca wyłącznie obywatelstwo polskie.
2. Obywatel polski nie może wobec władz Rzeczypospolitej Polskiej powoływać się ze skutkiem prawnym na posiadane równocześnie obywatelstwo innego państwa i na wynikające z niego prawa i obowiązki.

- zasada równouprawnienia małżonków w obywatelstwie RP;

Zawarcie związku małżeńskiego przez obywatela polskiego z osobą niebędącą obywatelem polskim nie powoduje zmian w obywatelstwie małżonków.

Wcześniejsza ustawa z 15 lutego 1962 roku normowała te kwestie podobnie, jednak w art. 2 obowiązywała zasada wyłączności obywatelstwa polskiego

Obywatel polski w myśl prawa polskiego nie może być równocześnie uznawany za obywatela innego państwa.

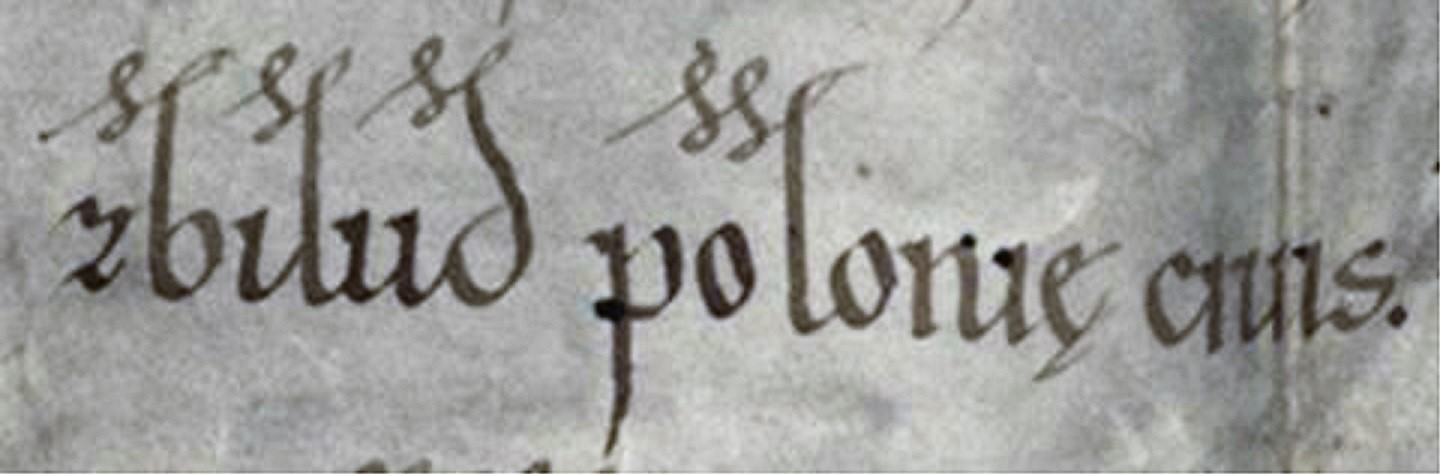
Zapis z dokumentu z 1154 notujący, że Zbilut (z rodu Pałuków) obywatel Polski (Poloniae civis) zakłada klasztor cystersów w Łeknie

W jeszcze wcześniejszych unormowaniach prawnych, dotyczących kwestii obywatelstwa polskiego, także na gruncie poprzedniej ustawy, zgodnie z art. 10 i 11 ustawy w ich ówczesnym brzmieniu, cudzoziemka po zawarciu związku małżeńskiego z obywatelem polskim i złożeniu stosownego oświadczenia uzyskiwała obywatelstwo polskie na mocy decyzji odpowiedniego organu o przyjęciu odpowiedniego oświadczenia, zaś obywatelka polska traciła obywatelstwo polskie przez nabycie obywatelstwa obcego wskutek zawarcia małżeństwa z cudzoziemcem, lub w związku z zawarciem takiego małżeństwa. Było to pewne odbicie obowiązującej niegdyś „zasady jedności w małżeństwie” („zasady jedności obywatelstwa małżonków”), w myśl której oboje małżonkowie mieli posiadać jednakowe obywatelstwo, ono zaś przechodziło z męża na żonę (p. też Konwencja o obywatelstwie kobiet zamężnych).
Zasady te zmieniła nowelizacja z 1998.
Ustawa Prawo prywatne międzynarodowe z 2011 głosi:

1. Jeżeli ustawa przewiduje właściwość prawa ojczystego, obywatel polski podlega prawu polskiemu, chociażby prawo innego państwa uznawało go za obywatela tego państwa.
2. Cudzoziemiec mający obywatelstwo dwóch lub więcej państw podlega, jako prawu ojczystemu, prawu tego z nich, z którym jest najściślej związany.
3. Jeżeli ustawa uzależnia właściwość prawa od tego, czy określone osoby są obywatelami tego samego państwa, do przyjęcia, iż wymaganie to jest spełnione, wystarczy, że prawo tego państwa osoby te uznaje za swoich obywateli.

## Sposoby nabycia obywatelstwa polskiego

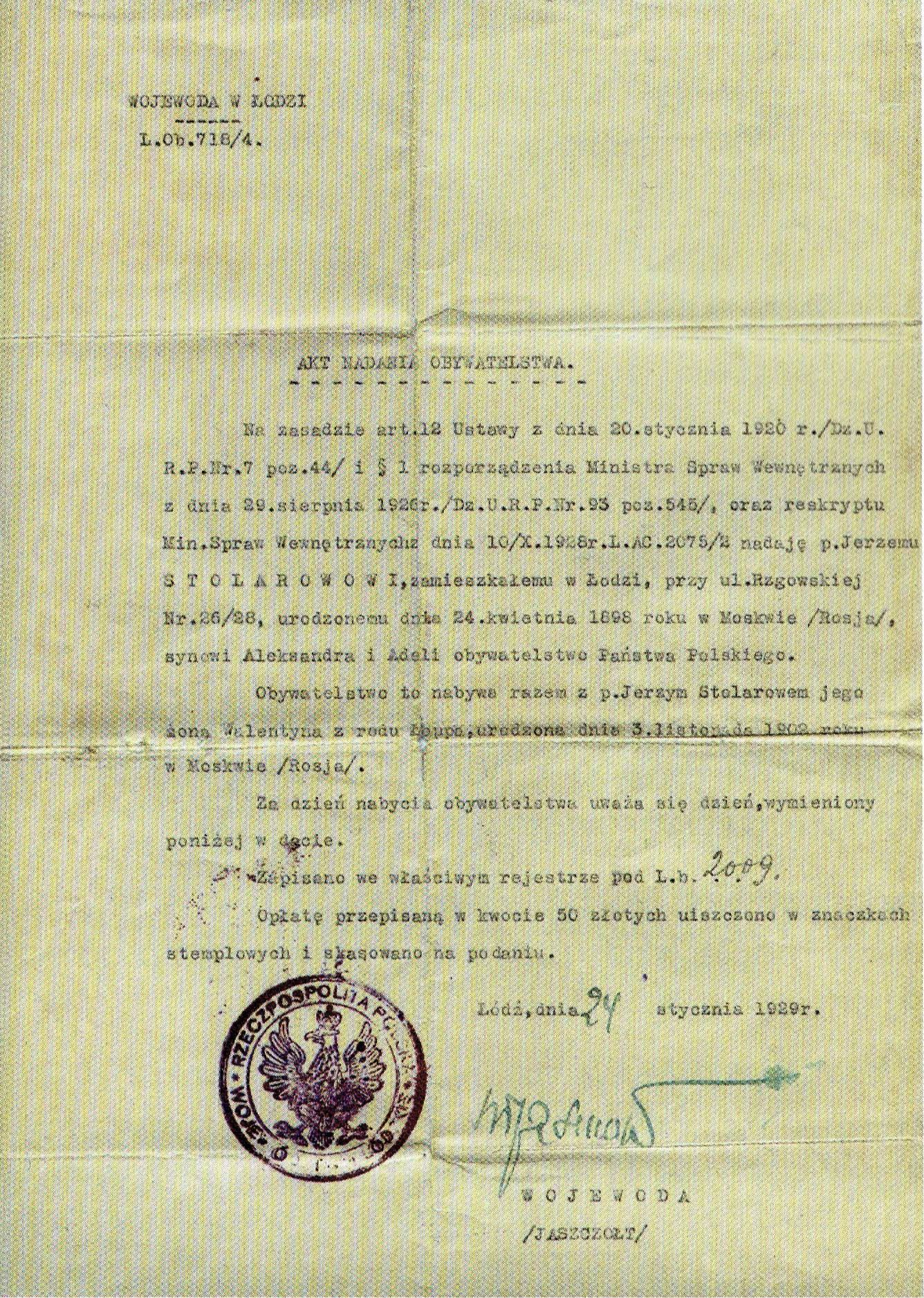
Akt nadania polskiego obywatelstwa dla Jerzego Stolarowa, 1929

Uzyskanie polskiego obywatelstwa reguluje Ustawa z 2 kwietnia 2009 r. o obywatelstwie polskim, która została opublikowana 14 lutego 2012 i weszła w życie w całości 15 sierpnia 2012.

### Urodzenie
Dziecko nabywa obywatelstwo polskie przez urodzenie, gdy co najmniej jeden z rodziców jest obywatelem polskim, lub gdy urodzi się na terytorium Polski, a jego rodzice są nieznani, nie posiadają żadnego obywatelstwa, lub ich obywatelstwo jest nieokreślone.

### Naturalizacja
Cudzoziemiec może nabyć obywatelstwo polskie w następujący sposób:

#### 1. Przez nadanie
Prezydent RP może nadać obywatelstwo polskie dowolnemu cudzoziemcowi, który o to wystąpi. Minister właściwy do spraw wewnętrznych, przed przekazaniem wniosku Prezydentowi, zwraca się do Komendanta Głównego Policji, Szefa Agencji Bezpieczeństwa Wewnętrznego, a w razie potrzeby do innych organów, o udzielenie informacji, które mogą mieć istotne znaczenie w sprawie o nadanie obywatelstwa polskiego, i sporządza opinię dotyczącą wniosku. Wniosek może być odrzucony (art. 18 – 29).

#### 2. Przez uznanie
Obcokrajowiec jest uznawany za obywatela Polski, jeśli wystąpi o to, zna język polski, nie jest zagrożeniem dla bezpieczeństwa kraju, i spełnia kryteria jednego z poniższych punktów:
a. Mieszka w Polsce od co najmniej 3 lat jako stały rezydent, ma stabilne i regularne źródło dochodu, posiada lub wynajmuje mieszkanie lub dom.
b. Mieszka w Polsce, legalnie, od co najmniej 10 lat, i obecnie posiada prawo stałego pobytu, ma stabilne i regularne źródło dochodu, posiada lub wynajmuje mieszkanie lub dom.
c. Mieszka w Polsce od co najmniej 2 lat jako stały rezydent, i jest w związku małżeńskim z Polakiem lub Polką od 3 lat.
d. Mieszka w Polsce od co najmniej 2 lat jako stały rezydent, i jest bezpaństwowcem.
e. Mieszka w Polsce od co najmniej 1 roku i ma zezwolenie na pobyt stały, uzyskane w związku z polskim pochodzeniem lub Kartą Polaka.
f. Mieszka w Polsce od co najmniej 2 lat jako uchodźca.
g. Mieszka w Polsce od co najmniej 2 lat jako repatriant.
Odmowa uznania następuje, gdy stanowi zagrożenie dla obronności lub bezpieczeństwa państwa albo ochrony bezpieczeństwa i porządku publicznego (art. 31).

#### 3. Przez przywrócenie
Dotyczy osób, które straciły obywatelstwo polskie przed 1 stycznia 1999 (art. 38 – 45). Również tu wymagane jest sprawdzenie, czy przywrócenie obywatelstwa polskiego nie stanowi zagrożenia dla obronności lub bezpieczeństwa państwa albo ochrony bezpieczeństwa i porządku publicznego oraz czy cudzoziemiec, który złożył wniosek o przywrócenie obywatelstwa polskiego, nie działał na szkodę Polski, a zwłaszcza jej niepodległości i suwerenności, lub uczestniczył w łamaniu praw człowieka (art. 43).

## Utrata obywatelstwa polskiego
Konstytucja RP jednoznacznie określa, że jedynym sposobem utraty polskiego obywatelstwa jest jego zrzeczenie się (art. 34). Państwo samo nie może odebrać obywatelstwa jednostce.
Art. 46 ustawy z 2009: Obywatel polski, który zrzeka się obywatelstwa polskiego, traci obywatelstwo polskie po uzyskaniu zgody Prezydenta Rzeczypospolitej Polskiej na zrzeczenie się obywatelstwa polskiego. Do wniosku trzeba załączyć m.in. dokument potwierdzający posiadanie obywatelstwa innego państwa lub przyrzeczenie jego nadania (art. 48). Wniosek opiniuje MSWiA (art. 49). Wedle art. 51 ust. 1: Prezydent Rzeczypospolitej Polskiej wyraża zgodę na zrzeczenie się obywatelstwa polskiego lub odmawia jej wyrażenia w formie postanowienia.
Wcześniej prawo polskie przewidywało szereg powodów, z których można było utracić obywatelstwo.
Zgodnie z ustawą z 20 stycznia 1920 art. 11:
„Utrata obywatelstwa polskiego następuje:
1) przez nabycie obcego obywatelstwa;
2) „przez przyjęcie urzędu publicznego lub wstąpienie do służby wojskowej w państwie obcem bez zgody Rządu Polskiego. Osoby, obowiązane do czynnej służby wojskowej, nabyć mogą obywatelstwo obce nie inaczej, jak po wyjednaniu na to zezwolenia od Ministra Spraw Wojskowych, w przeciwnym razie wobec Państwa Polskiego nie przestaną być uważane za obywateli polskich”
Rada Obrony Państwa w art. 1 Rozporządzenia z 11 sierpnia 1920 postanawiała:
„Obywatel polski może być pozbawiony obywatelstwa polskiego, jeśli:
1) samowolnie porzucił służbę w wojsku polskim i przebywa za granicami Państwa Polskiego lub na obszarze zajętym przez nieprzyjaciela
2) celem uchylenia się od służby wojskowej opuścił granice Państwa i przebywa zagranicą
3) „przebywa stale za granicami Państwa Polskiego i w ciągu trzech miesięcy, licząc od dnia doręczenia mu imiennego wezwania powołującego go do służby wojskowej lub od dnia ogłoszenia ogólnego wezwania powołującego do służby wojskowej nie zgłosił się w celu spełnienia tego obowiązku w konsulacie względnie w przedstawicielstwie dyplomatycznym lub u właściwej władzy wojskowej w kraju.”
Zasady te powtórzyła ustawa z 9 kwietnia 1938:
„Art. 114. (1) Obywatel polski, podlegający obowiązkowi wojskowemu z mocy ustawy niniejszej lub przepisu szczególnego, może być na wniosek Ministra Spraw Wojskowych lub upoważnionej przez niego władzy wojskowej, pozbawiony obywatelstwa polskiego, jeżeli:
a) wbrew swemu obowiązkowi wojskowemu opuścił swą jednostkę lub swe stanowisko służbowe i przebywa za granicami Państwa Polskiego lub na obszarze zajętym przez nieprzyjaciela;
b) w celu uchylenia się od swego obowiązku wojskowego nie czyni zadość powołaniu lub publicznemu wezwaniu do służby, lecz udaje się za granice Państwa Polskiego lub na obszar zajęty przez nieprzyjaciela i tam przebywa;
c) przebywa stale za granicami Państwa Polskiego i w celu uchylenia się od swego obowiązku wojskowego nie zgłosił się w terminie wyznaczonym przez władzę w urzędzie konsularnym R. P. lub u właściwej władzy wojskowej w kraju;
d) przebywa za granicami Państwa Polskiego i werbuje do obcego wojska lub obcej organizacji wojskowej obywateli polskich przebywających w kraju lub za granicą.
Art. 115. (1) Obywatel polski, podlegający obowiązkowi wojskowemu z mocy ustawy niniejszej lub przepisu szczególnego, traci obywatelstwo polskie, jeżeli przyjmuje obowiązki w wojsku obcym lub obcej organizacji wojskowej bez zgody polskiej władzy.”
Ustawa z 31 marca 1938 głosiła:
„Art. 1. Obywatel polski, przebywający za granicą, może być pozbawiony obywatelstwa polskiego, jeżeli:
a) działał za granicą na szkodę Państwa Polskiego lub
b) przebywając nieprzerwanie za granicą co najmniej przez lat 5 po powstaniu Państwa Polskiego, utracił łączność z państwowością polską lub
c) przebywając za granicą, nie powrócił do Polski w oznaczonym terminie na wezwanie urzędu zagranicznego Rzeczypospolitej Polskiej”.
Po 1945 r. katalog możliwości utraty został rozszerzony:
„Obywatel polski, który przebywa za granicą, może być pozbawiony obywatelstwa polskiego, jeżeli:
1. naruszył obowiązek wierności wobec Polskiej Rzeczypospolitej Ludowej,
2. działał na szkodę żywotnych interesów Polskiej Rzeczypospolitej Ludowej,
3. nielegalnie opuścił obszar Polskiej Rzeczypospolitej Ludowej po dniu 9 maja 1945 r.,
4. odmówił powrotu do Polski na wezwanie właściwego organu państwowego,
5. uchyla się od wykonania obowiązku wojskowego, przewidzianego przez prawo polskie,
6. skazany został za granicą za przestępstwo stanowiące zbrodnię pospolitą również w rozumieniu prawa polskiego lub jest recydywistą”

W latach 1951–1989 o nadaniu, zezwoleniu na zmianę i utracie obywatelstwa decydowała Rada Państwa. W ustawach z lat 1938, 1951 i 1962 brakło zastrzeżenia, że pozbawienie obywatelstwa jest dopuszczalne, gdy istnieje gwarancja nabycia obywatelstwa obcego.
Zagadnienie obywatelstwa dzieci, których rodzice posiadali różne obywatelstwa, dotychczas regulowane było nie tylko w przepisach ustawy o obywatelstwie polskim, lecz również w ratyfikowanych przez Polskę umowach międzynarodowych w zakresie obywatelstwa.
Oznacza to, że w takim przypadku, nie stosowano przepisów ustawy o obywatelstwie polskim, lecz odpowiedniej konwencji, co skutkowało tym, że dziecko przez urodzenie nabywało obywatelstwo tylko jednego z rodziców według kryteriów ustalonych w porozumieniu. W latach 60. i 70. XX wieku Polska podpisała z niektórymi państwami Europy Środkowej i Wschodniej konwencje o unikaniu podwójnego obywatelstwa, które zostały wypowiedziane w latach 90. i 2001.
Jednocześnie rząd RP na uchodźstwie wprowadził w czasie trwania II wojny światowej dekret Prezydenta Rzeczypospolitej z dnia 28 listopada 1941 r. o uchyleniu ustawy z dnia 31 marca 1938 r. o pozbawianiu obywatelstwa (Dz.U.R.P. z 1941 r. nr 8, poz. 22.), jednak nie był on respektowany po 1945 roku ze względu na nieuznawanie przez powojenne władze komunistyczne PRL dorobku legislacyjnego polskich władz na uchodźstwie. W art. 65 ust. 1 ustawy z dnia 2 kwietnia 2009 r. o obywatelstwie polskim ustawodawca uznał za nieważne i tym samym niewywołujące skutków prawnych od chwili ich wydania uchwały Rady Ministrów o pozbawieniu obywatelstwa polskiego z lat 1946–1949.

## Narodowość a obywatelstwo polskie
W Polsce odróżnia się narodowość od obywatelstwa. Chociaż preambuła Konstytucji Rzeczypospolitej Polskiej posługuje się zwrotem „My, Naród Polski – wszyscy obywatele Rzeczypospolitej”, to jednak zwrot Naród Polski należy traktować szerzej niż obywatele Rzeczypospolitej.
Wyrok Trybunału Konstytucyjnego z dnia 19 września 2008 r. zwrócił uwagę, że wyrażenie „Naród Polski” zdefiniowane jest w preambule do Konstytucji, w której zostało powiązane z posiadaniem obywatelstwa polskiego, a nie z przynależnością narodową.
Nieodłącznie z pojęciem narodu wiąże się słowo „narodowość”. Można powiedzieć w najogólniejszym ujęciu, że obywatelstwo to stan prawny, zaś narodowość to stan faktyczny.
W europejskiej konwencji o obywatelstwie (art. 2) obywatelstwo oznacza prawną więź pomiędzy osobą a państwem i nie wskazuje na pochodzenie etniczne tej osoby.
Dokument Spotkania Kopenhaskiego KBWE, Konwencja Rady Europy o Ochronie Mniejszości Narodowych, oraz traktaty dwustronne podpisane przez Polskę wyraźnie stwierdzają, że jest to sprawą indywidualnego wyboru danej osoby, a nie uznania bądź nieuznania przez instytucje państwowe. W odróżnieniu od obywatelstwa jednoznacznie określonego przez prawo, narodowość jest stanem świadomości każdego człowieka i wynikającą z tego stanu jego identyfikacją z daną grupą narodową lub etniczną. Dlatego też niemożliwe jest „zadekretowanie” świadomości narodowej bądź pochodzenia jednostki.
Z tych powodów pojęcie „naród” należałoby rozumieć, opierając się na zasadzie clara non sunt interpretanda (to, co jasne, nie podlega interpretacji), że naród polski stanowią wszyscy obywatele Rzeczypospolitej Polskiej.
Narodowość ta znalazła się w liście wyboru przygotowanej przez Główny Urząd Statystyczny. W ustawie o spisie nie zawarto zapisu, że definicja ta ma zastosowanie jedynie dla potrzeb spisowych.
Podstawowe prawo człowieka do decydowania o własnej tożsamości jest szerszą częścią godności ludzkiej. Przyrodzona godność ludzka jest powszechnie uznawana za źródło praw człowieka i demokracji.
Nie zaprzecza się narodowości polskiej Polaków zamieszkałych w innych krajach, a nieposiadających obywatelstwa polskiego, np. w USA lub na terenach Kresów Wschodnich.
W języku polskim słowo narodowość oznacza przynależność lub pochodzenie narodowościowe i etniczne.
Polska tradycja rozróżnienia subiektywnej kategorii narodowości od prawnego pojęcia obywatelstwa wywodzi się ze spuścizny wielonarodowej Rzeczypospolitej Obojga Narodów, a jej trwałość wynika m.in. z okresu zaborów, gdy brak własnego państwa nie pozwalał Polakom na utożsamienie swej narodowości z państwową przynależnością do państw zaborczych.
Dla podkreślenia niezależności od obywatelstwa, polskie pojęcie „narodowość” tłumaczone jest w krajach zachodnich (w językach tych krajów) najczęściej poprzez słowo etniczność. Analogicznie, polskie pojęcie „mniejszości narodowych” w językach zachodnich, jeśli przedstawiciele danej mniejszości nie posiadają obywatelstwa innego państwa niż te na terenie którego mieszkają, określa się mianem „mniejszości etnicznych”.